# August Allebé
August Allebé (ur. 19 kwietnia 1838 w Amsterdamie, zm. 10 stycznia 1927 tamże) – holenderski malarz i litograf.

## Życiorys
Edukacje w zakresie rysunku pobierał w szkole Towarzystwa Felix Meritis oraz w pracowni malarza rodzajowego P.F. Greive'a. W latach 1854 -1858 uczęszczał do amsterdamskiej Akademii. W 1858 wyjechał do Paryża, do Escole des beaux-Arts, gdzie kształcił się w technikach litograficznych; kopiował obrazy z Luwru. Był uczniem Greivego, Mouillerona, Rochussena i Royera. W 1860 roku powrócił do Amsterdamu, gdzie rozpoczął pracę pedagogiczną. W 1867 roku został członkiem Société Royale Belge des Aquarellistes. Od 1870 roku był profesorem, a od 1880 do 1907 dyrektorem amsterdamskiej Akademii.

## Twórczość
August Allebé malował głównie obrazy rodzajowe o wyraźnym rysunku i z jasna kolorystyką. Miał 167 uczniów, wśród nich byli m.in. Lizzy Ansingh, Floris Arntzenius, Nicolaas Bastert, Piet Mondrian, Jo Bauer, Johan Braakensiek, George Hendrik Breitner, August Falise, Eduard Frankfort, Leo Gestel, Arnold Marc Gorter, Isaac Israëls, Jacobus van Looy, Kees Maks, Coba Ritsema, Dirk Smorenberg, Willem Bastiaan Tholen, Jan Toorop, Jan Veth.